# Корнієнко Михайло Борисович
Михайло Борисович Корнієнко (нар. 15 квітня 1960, Сизрань, Куйбишевська область) — російський льотчик-космонавт. Герой Росії. Здійснив два космічних польоти.

## Освіта
У 1987 році закінчив вечірнє відділення Московського авіаційного інституту.

## Космічні польоти

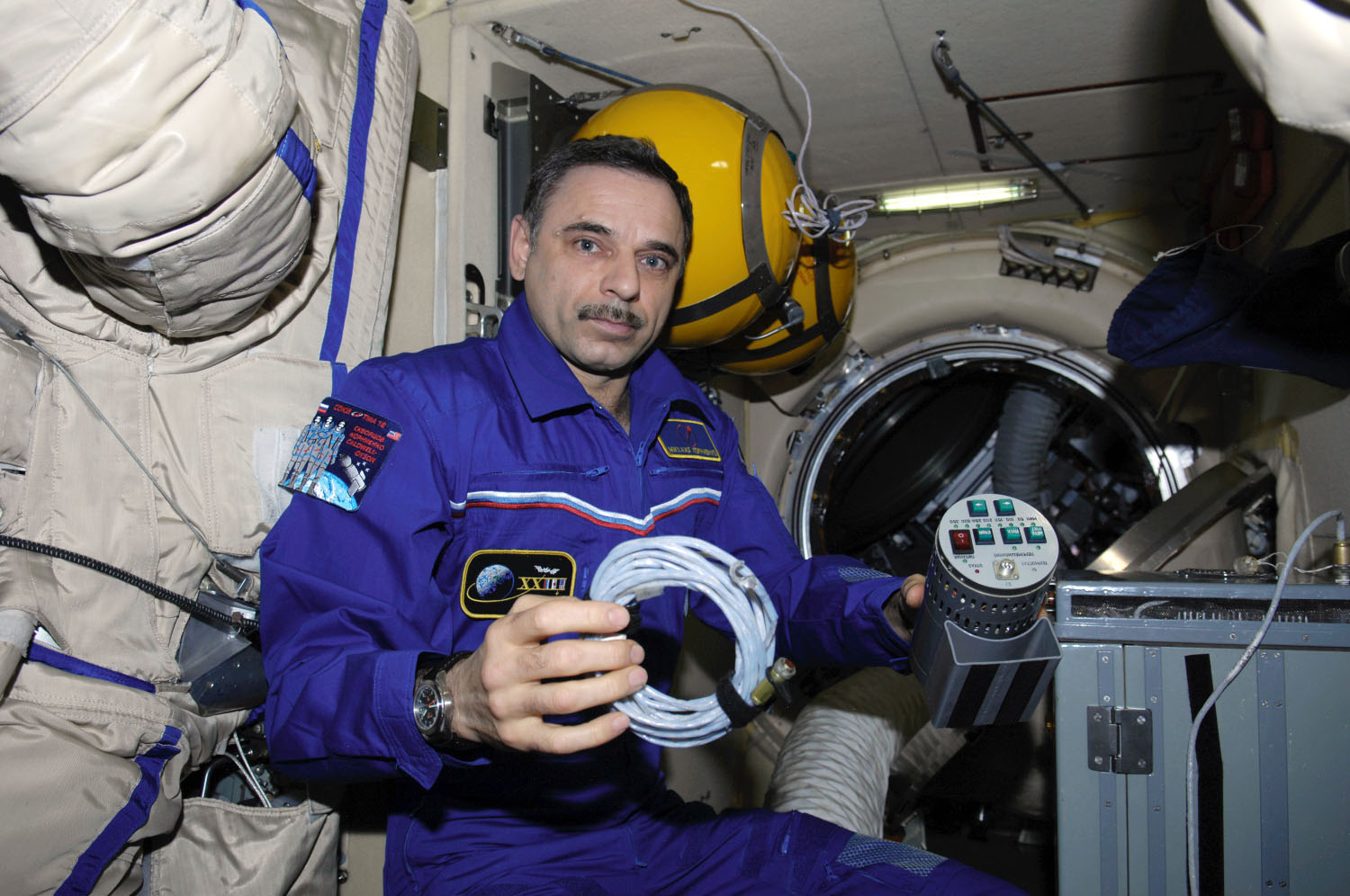
Під час проведення наукових експериментів у модулі «Пірс», 17.09.2010

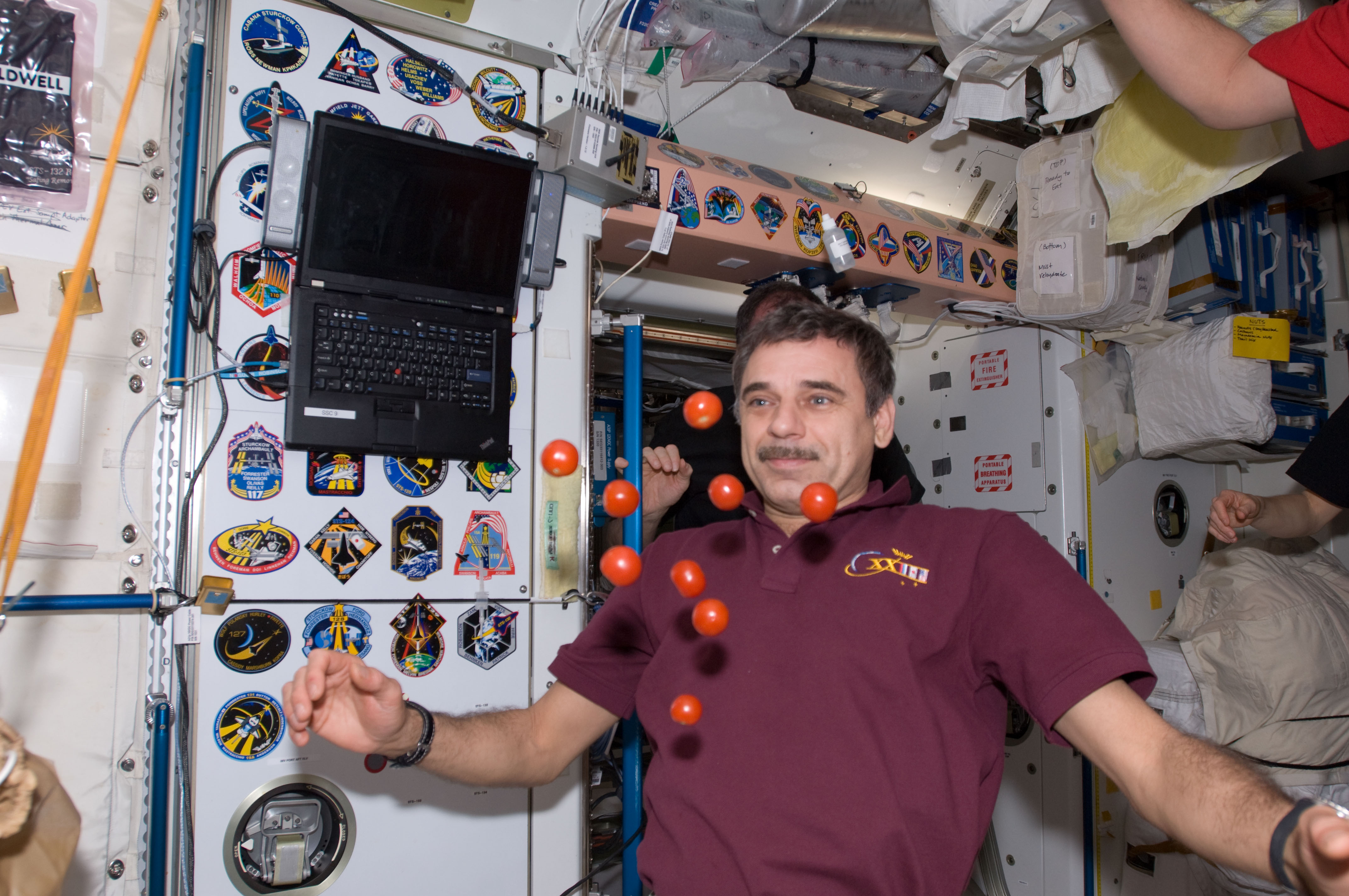
М. Корнієнко зі свіжими помідорами на борту МКС, 16.05.2010

Перший політ здійснив як бортінженер корабля «Союз ТМА-18» та член 23-го і 24-го екіпажів МКС. Політ тривав з 2 квітня 2010 до 25 вересня 2010, загалом 176 діб 1 годину 18 хвилин. Під час цього польоту здійснив два виходи в космос загальною тривалістю 12 годин 17 хвилин.
Другий політ до МКС для М. Корнієнка розпочався стартом на кораблі «Союз TMA-16M» 27 березня 2015 року. Він був бортінженером екіпажів МКС-43, 44, 45 і 46. Під час цього польоту здійснив 10 жовтня 2015 один вихід у відкритий космос (разом з Геннадієм Падалкою) тривалістю 5 годин 34 хвилини. Перебування М. Корнієнка спільно з американцем Скоттом Келлі на борту МКС тривало майже рік — на Землю вони повернулися кораблем «Союз TMA-18M» 2 березня 2016 року. Тривалість перебування космонавтів у польоті склала 340 діб, що стало рекордним періодом безперервного перебування людей на МКС.